# Vicente Bianchi
Pour les articles homonymes, voir Bianchi.
Vicente Bianchi Alarcón, né le 27 janvier 1920 à Ñuñoa et mort le 24 septembre 2018 à La Reina, est un pianiste, chef d'orchestre et compositeur chilien.

## Biographie
(septembre 2018).
Le contenu est difficilement compréhensible vu les erreurs de traduction, qui sont peut-être dues à l'utilisation d'un logiciel de traduction automatique.

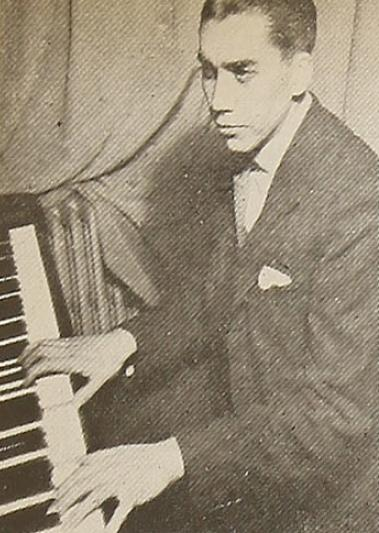
Vicente Bianchi en 1943.

Vicente Bianchi Alarcón passe son enfance entre le lycée Manuel de Salas et sa maison à Ñuñoa. De 1929 à 1937, il étudie au Conservatoire national de musique.
À l'âge de 17 ans, il a commencé à travailler pour la radiodiffusion, ce qui l'a amené à travailler comme diffuseur pendant une grande partie de sa vie et à former ses premiers orchestres professionnels. Après s'être retiré du programme pour enfants de Radio Otto Becker, où il est resté plusieurs années, Vicente Bianchi a été embauché en 1940 par Radio Agricultura, où il a formé son premier octet professionnel, travaillant avec des chanteurs comme Malú Gatica. Pendant ce temps, il s'est consolidé comme accompagnateur et arrangeur et a même accompagné des chanteurs exceptionnels tels que Tito Schipa lors de son voyage au Chili.
À l’âge de 23 ans, il a été embauché par Radio El Mundo de Buenos Aires, très importante à l'époque, et qui avait un orchestre de quatorze instrumentistes argentins, dont il était directeur. Il est retourné au Chili en 1949 et a été engagé par Radio Mining, en charge d'un orchestre de trente musiciens pour interpréter divers genres et de la musique chilienne avec des arrangements Bianchi. Il a ensuite été convoqué en 1951 par Radio Sol de Lima pour interpréter douze émissions d’étoiles, si bien qu’il a été embauché pour diriger l’orchestre pendant quatre années supplémentaires.
Après ces tournées fructueuses et avec l'industrie locale du disque dans une consolidation franche[Quoi ?], il est retourné au Chili en 1955 et a rejoint Radio Cooperativa à Santiago.
Vicente Bianchi a mis en musique des poèmes de Pablo Neruda.

## Distinctions
- 2016 :  National Prize for Musical Arts.